# Amblochilus bicolor
Amblochilus bicolor är en skalbaggsart som beskrevs av Blanchard 1851. Amblochilus bicolor ingår i släktet Amblochilus och familjen Rutelidae. Inga underarter finns listade i Catalogue of Life.